# Kaufferové ze Sturmwehru
Kaufferové ze Sturmwehru byl český šlechtický rod pocházející ze Svaté říše římské.

## Dějiny rodu

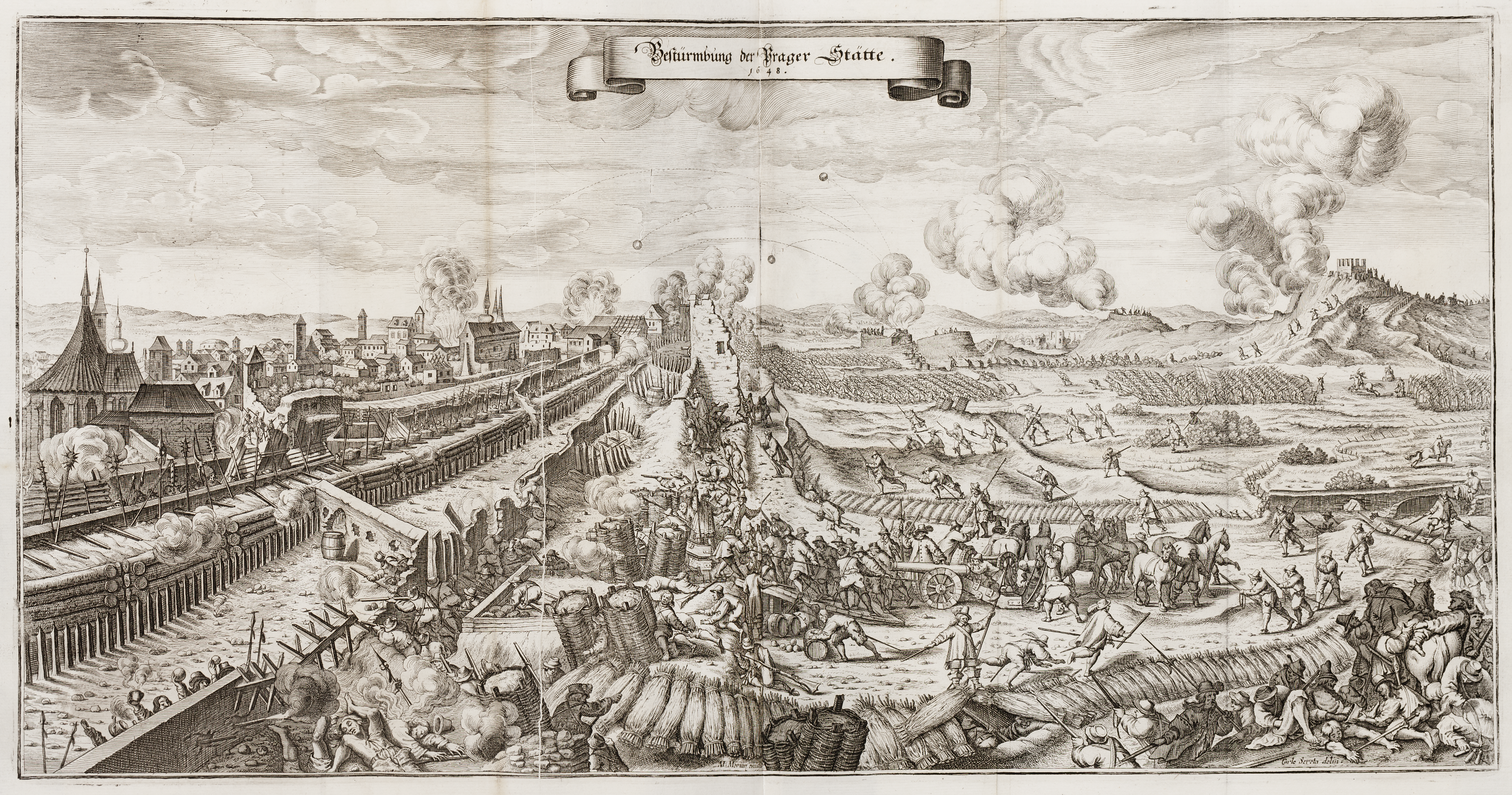
Útok na novoměstské hradby během švédského obléhání Prahy roku 1648. Rytina podle Karla Škréty z díla Theatrum Europaeum.

Prvním příslušníkem rodu Kaufferů v Čechách byl Jan Kauffer z Arnsdorfu a Mohrau (†1632), který pocházel z blíže neznámého místa ze Svaté řiše římské. Byl respektovaným juristou a doktorem práv a letech 1587–1628 zastával úřad apelačního rady. V lednu 1622 se stal členem nechvalně známé Lichtenštejnovy komise k vyšetřování provinilých obyvatel v Českém království. Roku 1628 odešel ve vysokém věku do ústraní a o čtyři roky později zemřel. Od roku 1595 vlastnil na Starém Městě pražském dům čp. 480/a U Zlatého vlka, jenž koupil za 1500 kop českých a který po jeho smrti zdědila dcera Dorota († před 1640), provdaná za Maxmiliána Pillera.
Nejslavnějším příslušníkem rodiny se stal jeho syn Jan Jiří (též Hanuš Jiří, Hanuss Georg, Johann Georg), jenž byl od mládí předurčen pro stejnou dráhu jako jeho otec, a proto na pražské univerzitě nastoupil na studium filozofie a práv, které ukončil před rokem 1641. Jako mladík se vyznamenal roku 1639 při hájení Prahy proti švédskému generálu Banérovi. Studium ukončil zřejmě před rokem 1641, přesto se při dalším švédském obležení Prahy roku 1648 stal iniciátorem obnovení studentské legie a následně také jejím hejtmanem. Zvolení zřejmě neproběhlo bez problémů, protože později část studentů usilovala o jeho sesazení. Pod jeho velením legie bojovala na všech ohrožených místech, on sám se nejvíce vyznamenal při velkém švédském útoku 25. října 1648, kdy v čele studentů hájil rozvaliny novoměstských hradeb. Píkou údajně usmrtil deset švédských vojáků a z místa neustoupil ani tehdy, když byl nepřátelskou střelou raněn do levé paže. Po skončení obléhání byl přijat na audienci císařem Ferdinandem III. a jako zvláštní vyznamenání dostal zlatý medailon s jeho podobiznou. Údajně se také zasloužil o povýšení řady členů legie do šlechtického stavu, což je nepravděpodobné, naopak zřejmě on vymohl studentské legii dlužný tříměsíční žold ve výši 5 000 zlatých a dalších 600 tolarů na ošetřování raněných a nemocných. Za prokázané zásluhy jej císař Ferdinand III. dne 20. února 1649 jmenoval doktorem práv a apelačním radou a dne 29. března 1649 povýšil do šlechtického stavu s predikátem von Sturmwehr. Zároveň získal i erb, který pravděpodobně vycházel z dnes neznámého erbu jeho otce.
Přestože nebyl profesorem, stal se Kauffer roku 1652 děkanem právnické fakulty, posledním před vytvořením Karlo-Ferdinandovy univerzity. Roku 1654 se ale musel úřadu vzdát, protože podle instrukce pro apelační kolegium nebylo apelačním radům dovoleno souběžně vykonávat další funkce. Roku 1664 Hanuss Georg jako jeden ze soudců vyšetřoval známý případ pražského vrchního rabína Aarona Šimona Spira-Wedelese, obviněného z vraždy židovského chlapce, jenž přestoupil na katolickou víru. Spira-Wedeles byl odsouzen k trestu vězení a strávil dva roky v žaláři, nakonec však byl po zaplacení vysoké pokuty 8000 zlatých propuštěn.
Rod, zdá se, vymřel v následující generaci; skončil syny Jana Jiřího Janem Františkem a Gerhardem Františkem, kteří se ještě roku 1676 připomínají jako držitelé statku Frymburk v Hradeckém kraji.

## Erb

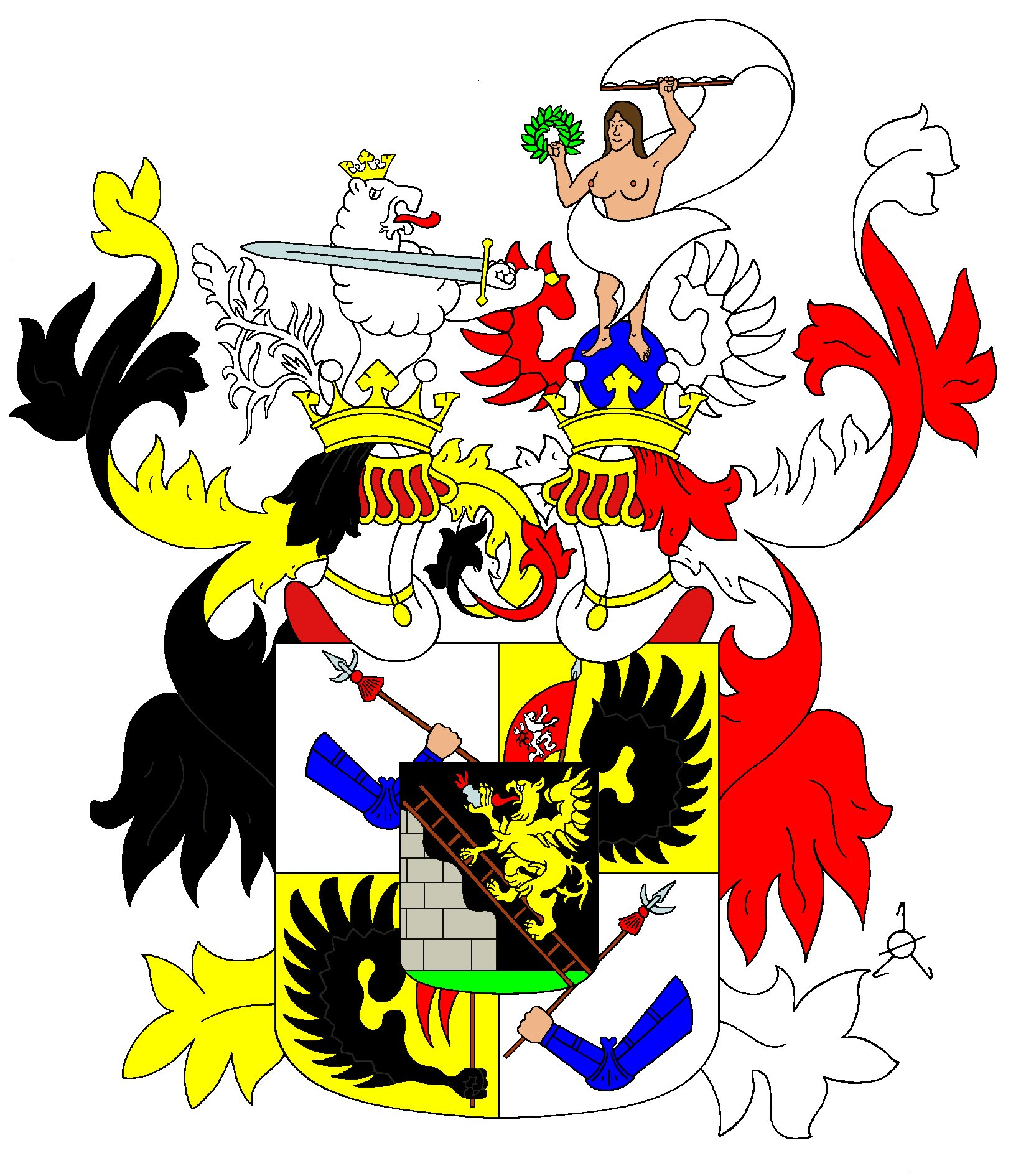
Erb rodu Kaufferů ze Sturmwehru

Stříbrno-červeně čtvrcený štít s černým srdečním štítkem. V něm stojí [na zelené půdě] dělostřelbou poškozená hradební zeď, na kterou z levé strany po žebříku stoupá zlatý gryf s granátem v pravém spáru. V prvním a čtvrtém poli je dovnitř otočená modrá [obrněná] ruka držící partyzánu s červeným střapcem. Ve druhém a třetím poli se vidí černé orlí křídlo vyrůstající z černého orlího spáru, který drží doprava otočený červený praporec se stříbrným lvem. Na štítě stojí dvě korunované turnajské přilby, pravá s černo-zlatými, levá s červeno-stříbrnými přikryvadly. Klenotem na první přílbě je rostoucí stříbrný dvojocasý lev držící v obou tlapách přes rameno položený meč se zlatým jílcem a záštitou. Druhá nese modrou, vpravo červeným, vlevo stříbrným křídlem ozdobenou, kouli, na které stojí postava Fortuny – zlatovlasá panna držící v pravé ruce vavřínový věnec, v levé bílé velum.